# Lindsaea tetragona
Lindsaea tetragona är en ormbunkeart som beskrevs av Kramer. Lindsaea tetragona ingår i släktet Lindsaea och familjen Lindsaeaceae. Utöver nominatformen finns också underarten L. t. brassiana.